# Fine Colorday
Fine Colorday è un brano musicale di Megumi Hayashibara, scritto da Sato Hidetoshi, Soeta Keiji e dalla stessa Hayashibara, e pubblicato come singolo il 4 febbraio 1998 dalla Starchild Records. Il brano è stato incluso nell'album della Hayashibara Vintage S. Il singolo raggiunse la nona posizione della classifica settimanale Oricon, e rimase in classifica per sette settimane. Successful Mission è stato utilizzato come sigla d'apertura della serie televisiva anime Bannō bunka nekomusume, in cui la Hayashibara doppia il personaggio di Nuku Nuku.

## Tracce
CD singolo KIDA-158
1. Fine colorday - 4:47
2. Oyasumi Nasai Ashita wa Ohayou (おやすみなさい明日はおはよう) - 4:33
3. Fine colorday (Off Vocal Version) - 4:47
4. Oyasumi Nasai Ashita wa Ohayou (Off Vocal Version) - 4:33

Durata totale: 18:47

## Classifiche
| Classifica (1998)                        | Posizione più alta |
| ---------------------------------------- | ------------------ |
| Giappone (Classifica settimanale Oricon) | 9                  |